# Caloca saneva
Caloca saneva är en nattsländeart som först beskrevs av Mosely in Mosely och Douglas E. Kimmins 1953.  Caloca saneva ingår i släktet Caloca och familjen Calocidae. Inga underarter finns listade i Catalogue of Life.